# Moisés Muñoz
Moisés Alberto Muñoz Rodríguez (Morelia, 1980. február 1. –) mexikói válogatott labdarúgókapus, aki jelenleg a Club América csapatában szerepel. Háromszoros mexikói bajnok.

## Pályafutása

### Klubcsapatokban
Első profi felnőtt csapatában, a Moreliában 1999. szeptember 19-én lépett először pályára a Pachuca otthonában, ahol 4–2-es vereséget szenvedtek. A Moreliával megnyerte a 2010-es téli szezont, majd egy Atlanténél töltött kitérő után a mexikóvárosi Américához igazolt, amellyel újabb két bajnoki címet szerzett (2013 Clausura és 2014 Apertura).

### A válogatottban
A mexikói válogatottban 24 évesen, 2004 októberében mutatkozott be egy Ecuador elleni barátságos mérkőzésen. 2005-ben még szerepelt a CONCACAF-aranykupán, de ezután 8 évig nem játszott a válogatottban.

#### Mérkőzései a válogatottban
| Mexikó | Mexikó              | Mexikó                                               | Mexikó               | Mexikó   | Mexikó               | Mexikó                          | Mexikó | Mexikó  |
| #      | Dátum               | Helyszín                                             | Hazai                | Eredmény | Vendég               | Kiírás                          | Gólok  | Esemény |
| ------ | ------------------- | ---------------------------------------------------- | -------------------- | -------- | -------------------- | ------------------------------- | ------ | ------- |
| 1.     | 2004. október 27.   | East Rutherford, Giants Stadium                      | Mexikó               | 2 – 1    | Ecuador              | barátságos                      | 0      |         |
| 2.     | 2004. november 10.  | San Antonio, Alamodome                               | Mexikó               | 2 – 0    | Guatemala            | barátságos                      | 0      |         |
| 3.     | 2004. november 13.  | Miami, Orange Bowl                                   | Saint Kitts és Nevis | 0 – 5    | Mexikó               | vb-selejtező                    | 0      |         |
| 4.     | 2004. november 17.  | Monterrey, Estadio Tecnológico                       | Mexikó               | 8 – 0    | Saint Kitts és Nevis | vb-selejtező                    | 0      |         |
| 5.     | 2005. február 23.   | Culiacán Rosales, Estadio Carlos González y González | Mexikó               | 1 – 1    | Kolumbia             | barátságos                      | 0      | 72'     |
| 6.     | 2005. július 10.    | Los Angeles, Memorial Coliseum                       | Mexikó               | 4 – 0    | Guatemala            | CONCACAF-aranykupa, csoportkör  | 0      |         |
| 7.     | 2005. július 13.    | Houston, Reliant Stadium                             | Mexikó               | 1 – 0    | Jamaica              | CONCACAF-aranykupa, csoportkör  | 0      |         |
| 8.     | 2005. július 17.    | Houston, Reliant Stadium                             | Mexikó               | 1 – 2    | Kolumbia             | CONCACAF-aranykupa, negyeddöntő | 0      |         |
| 9.     | 2013. július 14.    | Denver, Sports Authority Field                       | Martinique           | 1 – 3    | Mexikó               | CONCACAF-aranykupa, csoportkör  | 0      |         |
| 10.    | 2013. október 30.   | San Diego, Qualcomm stadion                          | Mexikó               | 4 – 2    | Finnország           | barátságos                      | 0      | 46'     |
| 11.    | 2013. november 13.  | Mexikóváros, Estadio Azteca                          | Mexikó               | 5 – 1    | Új-Zéland            | vb-selejtező                    | 0      |         |
| 12.    | 2013. november 20.  | Wellington, Westpac stadion                          | Új-Zéland            | 2 – 4    | Mexikó               | vb-selejtező                    | 0      | 38'     |
| 13.    | 2014. április 2.    | Glendale, University of Phoenix Stadium              | Egyesült Államok     | 2 – 2    | Mexikó               | barátságos                      | 0      | 45'     |
| 14.    | 2014. szeptember 9. | Commerce City, Dick's Sporting Goods Park            | Mexikó               | 1 – 0    | Bolívia              | barátságos                      | 0      |         |
| 15.    | 2015. szeptember 8. | Arlington, AT&T Stadion                              | Mexikó               | 2 – 2    | Argentína            | barátságos                      | 0      |         |
| 16.    | 2015. október 10.   | Pasadena, Rose Bowl                                  | Egyesült Államok     | 2 – 3    | Mexikó               | konföderációs kupa, selejtező   | 0      |         |
| 17.    | 2015. november 13.  | Mexikóváros, Estadio Azteca                          | Mexikó               | 3 – 0    | Salvador             | vb-selejtező                    | 0      |         |
| 18.    | 2016. október 11.   | Bridgeview, Toyota Park                              | Mexikó               | 1 – 0    | Panama               | barátságos                      | 0      |         |
| 19.    | 2017. június 28.    | Houston, NRG Stadium                                 | Mexikó               | 1 – 0    | Ghána                | barátságos                      | 0      | 37'     |
| 20.    | 2017. július 13.    | Denver, Sports Authority Field                       | Mexikó               | 0 – 0    | Jamaica              | CONCACAF-aranykupa, csoportkör  | 0      |         |
|        | Összesen            |                                                      |                      | 20       | mérkőzés             |                                 | 0      | gól     |